# Polizeiruf 110: Familiensache
Familiensache ist ein deutscher Kriminalfilm von Eoin Moore aus dem Jahr 2014. Es ist die 346. Folge innerhalb der Filmreihe Polizeiruf 110 und spielt in Rostock. Die Haupt-Gastrollen dieser Folge sind besetzt mit Andreas Schmidt, Laura Tonke, Friederike Wagner, Steffen Münster, Albrecht Felsmann sowie Gitta Schweighöfer, Wolf-Dietrich Sprenger und Bella Bading.
Hauptkommissar Alexander Bukow (Charly Hübner) und die LKA-Beamtin Katrin König (Anneke Kim Sarnau) geraten in ihrem zehnten gemeinsamen Fall in den Strudel einer Familientragödie. Zudem muss Bukow noch mit einem doppelten persönlichen Verrat fertigwerden.

## Handlung
Arne Kreuz zeigt seiner Schwester ein angeblich von ihm für seine Familie gekauftes Haus. Manches müsse man sich einfach leisten, es sei seine letzte Chance, es ginge um seine Familie, beschwört er seine Schwester. Kurz darauf wird sein Darlehensantrag abschlägig beschieden. Noch am selben Abend taucht er bei seiner von ihm getrennt lebenden Frau Jeanette auf und spricht mit ihr über den angeblichen Hauskauf. Sie bedeutet ihm jedoch unmissverständlich, dass es zwischen ihnen aus sei, daran sei nichts mehr zu ändern. Sie habe sich neu verliebt. Als sie ihn bei einer erneuten Lüge ertappt, und ihn aus der Wohnung weisen will, beschwört er sie, dass er sie brauche und dass das ihre letzte Chance sei, die richtige Entscheidung zu treffen. Als sie ihn trotzdem hinauskomplimentieren will, ersticht er sie. 
Am nächsten Morgen werden Jeanette Kreuz und ihr kleiner Sohn Bruno aufgebahrt und mit Blumen geschmückt von Miriam Kreuz, Arnes Schwester, tot in der Wohnung gefunden. Die LKA-Beamtin Katrin König und Kriminalhauptkommissar Alexander Bukow von der Rostocker Mordkommission übernehmen den Fall. König meint zu Bukow, das sei eine planmäßig und gezielt ausgeführte Tat gewesen, keine emotional impulsive. Der Täter habe seine Stiche ins Herz und in die Lunge gezielt ausgeführt, da er die Frau nicht lange habe leiden lassen wollen. Auch das Kind sei geradezu „liebevoll“ mit einem Kissen erstickt worden. Die Fahndung nach Arne Kreuz wird eingeleitet, man fürchtet um das Leben seiner beiden weiteren Kinder Nicole und Jonas. 
Während Jonas mit Franz Neumann, dem neuen Freund seiner Mutter, unterwegs ist, befindet sich die kleine Nicole bei ihren Großeltern, die sich in dem Wochenendhaus ihres Schrebergartens aufhalten. Als Arne Kreuz dort auftaucht, konfrontiert ihn sein Schwiegervater Heinrich Schäfer mit einigen unangenehmen Wahrheiten. So habe Jeanette zunehmend Angst vor ihm gehabt und eine Schufa-Anfrage habe ergeben, dass er einen hohen Schuldenberg aufgetürmt habe. Kreuz wiederum beschuldigt seine Schwiegereltern, sich gegen ihn verschworen zu haben, da er schließlich alles für seine Familie getan habe. Dann greift er Heinrich Schäfer körperlich an, der seine Frau noch im Fallen beschwört, wegzulaufen. Ihr Versuch, mit dem vor dem Grundstück parkenden Wagen zu fliehen, in dem sich auch die kleine Nicole auf Anweisung ihres Vaters befindet, misslingt jedoch, da sie viel zu aufgewühlt ist. 
Angestellte Ermittlungen ergeben, dass Kreuz nicht nur seine kostspielige Wohnung wegen erheblicher Mietschulden gekündigt worden ist, sondern auch sein Arbeitsverhältnis beendet wurde und er stark über seine Verhältnisse gelebt hatte. König erklärt Bukow, dass Arne Kreuz seine Frau und seine Kinder als Trophäen für sein Selbstwertgefühl gebraucht habe, sogenannte Besitzstandswahrung. Er habe geglaubt, dass seine Frau ein Leben ohne ihn nicht aushalte. Fakt sei jedoch, dass sein Leben zerbrösele.
Ein massives Polizeiaufgebot begibt sich zum Schrebergartengrundstück. Dort findet man die kleine Nicole aufgebahrt auf dem Sofa und mit Blumen geschmückt tot auf. Das Ehepaar Schäfer wurde ebenfalls getötet. Von Jonas gibt es weiterhin keine Spur. Arne Kreuz verschafft sich inzwischen Zutritt zum Haus von Franz Neumann und demoliert dort einen Teil der Einrichtung. Dann schnappt er sich dessen Motorradschlüssel und Motorradkleidung und braust davon. Zur selben Zeit spricht König mit Arnes Schwester Miriam. Diese sieht ihren Bruder immer noch verklärt und meint, in jeder Familie gäbe es einen, der alles richtig mache. Das sei in ihrer Familie Arne. Er habe alles richtig gemacht und etwas vorzuweisen. Auch habe er die schönste Frau geheiratet und die schönsten Kinder. Während König Miriam erzählt, dass Kreuz bereits vor drei Wochen einen erweiterten Suizid vorbereitet habe, erhält diese einen Anruf ihres Bruders, der ihr das Versprechen abnehmen will, dass sie dafür sorge, dass er neben Jeanette und seinen Kindern begraben werde.
Von Miriam Kreuz erfahren sie, dass die gesamte Familie über das Wochenende einmal am Strand von Warnemünde gewesen sei. Als die Ermittlungen ergeben, dass Arne Kreuz dorthin mit einem Motorrad unterwegs ist, folgen ihnen die Beamten. Bukow will von König wissen, was in einem Mann vor sich gehe, der seine gesamte Familie töte, nur weil seine Frau mit einem anderen rummache. Sie erwidert, sein Verhalten sei nicht unangemessen. Unangemessen seien nur die Gefühle, die sein Verhalten ausgelöst hätten. Offenbar empfinde er seine Not als so groß, dass er keine Alternative sehen würde. Lebensbankrott treffe auf Persönlichkeitsstörung oder umgekehrt. Scheinbar würden ihm auch ausgleichende Ebenen im Umfeld fehlen. 
Am Strand, wo sich Franz Neumann mit Jonas aufhält, konfrontiert Neumann Arne Kreuz damit, dass Jeanette inzwischen längst studiere und auch sonst alles super laufe. Sein Versuch, Neumann zu erstechen, wird unterbunden durch Strandspaziergänger mit Hund. Er lässt daraufhin von dem verletzten Mann ab und läuft davon. Jonas, der den Angriff seines Vaters aus einiger Entfernung beobachtet hat, kann ihm das Messer entreißen und in hohem Bogen wegschleudern. König glaubt, dass Kreuz sich eine neue Waffe beschaffen will und deswegen zu seiner ehemaligen, direkt am Hafen gelegenen Arbeitsstätte unterwegs ist. Seinem ängstlichen Sohn, der zu seiner Mutter will, erzählt Kreuz, dass sie bald alle zusammen seien. Als er König gewahr wird, ruft er ihr zu, dass er seine Familie niemals im Stich lassen werde. Inzwischen sind auch Bukow und seine Kollegen eingetroffen. In die Enge getrieben lässt Kreuz seinen Sohn los und stürmt davon. Als er sich ein Teppichmesser an den Hals hält, schießt Bukow dreimal in schneller Folge. Er trifft dabei auch seinen Kollegen Volker Thiesler. Kreuz und Thiesler werden im Krankenwagen abtransportiert. Der Kollege Anton Pöschel sagt aus, dass Thiesler direkt in Bukows Schussbahn gelaufen und selbst schuld sei.

## Produktion und Hintergrund
Gedreht wurde vom 30. Oktober bis 28. November 2013 in Rostock und Hamburg.
In dieser Folge wird das 30-jährige Dienstjubiläum des Kommissariatsleiters Henning Röder begangen. Röder beginnt seine Ansprache damit, dass er ausführt, er habe in der Zeitung gelesen, dass das erste, das der Mensch im Leben vorfinde und das letzte, wonach er die Hand ausstrecke, das kostbarste, was der Mensch im Leben habe, die Familie sei. Während der Feier, auf der auch Bukows Frau Vivian anwesend ist, kommt es zwischen ihr und Bukows Kollegen Volker Thiesler zum Austausch von Zärtlichkeiten, wie es schon in den Folgen zuvor angedeutet wurde. Beide verschwinden in den Toilettenräumen, was König zufällig mitbekommt. Sie bewahrt das Duo davor, von Bukow entdeckt zu werden. Im Laufe der Ermittlungen bestätigt sich zunächst Bukows Verdacht, dass seine Frau ein Verhältnis hat, wenig später erfährt er, dass es ausgerechnet sein Kollege Thiesler ist, mit dem ihn seine Frau betrügt. Bukow sucht ein Gespräch mit seiner Frau und bittet sie, ihnen beiden noch einmal eine Chance zu geben, er liebe sie und werde um sie kämpfen und außerdem habe sie auch eine Verantwortung gegenüber den gemeinsamen Söhnen Samuel und Frederik. 
Nach den Schüssen will König von Bukow wissen, ob er seine Ehre nun gerettet habe und ob der Schuss auf den Kollegen Absicht gewesen sei. „War das Glück?“, erwidert Bukow darauf und König meint, ein wenig mehr Klarheit seinerseits wäre hilfreich. Als der Kommissar an diesem Abend nach Hause kommt, steht seine gepackte Tasche vor der Tür. Traurig begibt er sich damit in seinen vor kurzem für einen Familienurlaub erstandenen Wohnwagen vor seinem Haus.   

## Rezeption

### Einschaltquote
Die Erstausstrahlung von Familiensache am 2. November 2014 wurde in Deutschland von 8,3 Millionen Zuschauern gesehen und erreichte einen Marktanteil von 22,1 Prozent für Das Erste.

### Kritik
„Dass der Zuschauer dieser monströs verdrehten Form von Liebe Glauben schenkt, liegt vor allem an dem Schauspieler Andreas Schmidt, einem Abgrundausleuchter, der immer wieder Gewaltcharaktere gespielt hat, die man am liebsten in den Arm nehmen möchte, etwa in 'Plus-minus Null' (1998) und 'Pigs Will Fly' (2002), zwei grandios feinnervig gespielten Dramen häuslicher Gewalt. […] Ein beklemmend guter Krimi.“

Für Lars Schmidt von T-Online ist diese Polizeiruf-110-Folge ein Film der „Extraklasse“, ein „tragischer, emotionaler und fulminanter Krimi“, der „trotz der Schwere seines Themas Raum für ein paar leichte Szenen“ habe und mit einer „überraschenden Wendung für ein offenes Ende“ sorge. Ausdrücklich gelobt wird die „großartige Leistung“ von Andreas Schmidt.
Die Münchner Abendzeitung fragt, ob sich das Einschalten dieses Sonntagskrimis lohne und beantwortet das mit einem klaren „Ja“. Zwar gehe der Film „keine spektakulären neuen Wege und quotenträchtige Action oder direkte Gewaltdarstellung [gebe] es auch nicht zu sehen,“ dafür würden die Filmemacher aber „die dramatische Geschichte des Amoklaufs eines Familienvaters“ erzählen.
Für Carolin Gasteiger von der Süddeutschen Zeitung handelt es sich bei diesem Polizeiruf um „harten Tobak – vor allem für Kommissar Bukow, der zusätzlich zu diesem Drama noch ein ganz persönliches“ erlebe. Gasteiger lobt, wie „gekonnt“ Andreas Schmidt, der den amoklaufenden Vater spielt, seine „Mimik wechsle“ und kommt zu dem Urteil, dass sich „die schauspielerischen Qualen gelohnt“ haben. „Seinen wirren Blick bekomm[e] man nur schwer aus dem Kopf.“
Auch Rainer Tittelbach von tittelbach.tv lobt diese Polizeiruf-110-Folge, in der „Bewegung alles“ sei. Da sei zum einen „der Aktionismus der Polizei“, zum anderen „die inneren Antriebskräfte der Episoden-Hauptfigur, die Andreas Schmidt in unnachahmlicher Weise spiel[e] als einen Mann, dem die Verzweiflung über den Lebensbankrott ins Gesicht geschrieben“ sei. Tittelbachs Fazit: „‚Familiensache‘ entwickelt eine Spannung, die vor allem auch aus der Privatgeschichte der Kommissare und den Möglichkeiten des horizontalen Erzählens resultiert. Modern, physisch, einfühlsam.“
Stern.de spricht von einem „Wettlauf gegen die Zeit und beklemmenden Szenen“ sowie von „Hochspannung – mit einem überragenden Andreas Schmidt als Amok laufenden Familienvater.“
Für die Programmzeitschrift Hörzu fasst Sven Sakowitz seine Wertung folgendermaßen zusammen: „Der ungewöhnliche Fall wird mit Tempo und sehr spannungsvoll erzählt. Andreas Schmidt spielt den amoklaufenden Vater überragend. Leider wird die hektische Betriebsamkeit der Rostocker Polizei zu aufdringlich in Szene gesetzt. Weiteres Manko: einige unglaubwürdige Szenen. […] Grandiose Darsteller ziehen einen in einen emotionalen Sog.“ Für Humor, Action und Anspruch wird jeweils ein Punkt gegeben, für Spannung die Höchstzahl von drei möglichen Punkten.
Das Fernsehmagazin Gong gibt die Höchstwertung von sechs Punkten, was dem Urteil „Spitzenleistung“ entspricht und spricht von einem bestürzend authentischen Fall.

### Auszeichnungen
Die Produzentinnen dieser Polizeiruf-110-Folge Iris Kiefer und Ilka Förster von Filmpool Fiction wurden für Familiensache mit dem mit 25.000 Euro dotierten TV-Produzentenpreis 2014 ausgezeichnet. Sie konnten sich gegen elf Konkurrenzbeiträge durchsetzen.
Der Film Familiensache erhielt den Haupt- sowie den Publikumspreis des Deutschen Fernsehkrimi-Festivals 2015.

### Trivia
In Minute 53:47 ist das originale Stadtteilschild "Rothenburgsort" mit der Bushaltestelle "Grüne Brücke" in Hamburg zu sehen, obwohl die Szene eigentlich in Rostock spielen soll.